# توم فاندربلت
توم فاندربلت (بالإنجليزية: Tom Vanderbilt)‏ هو كاتب أمريكي، ولد في 1968.